# 柴田和志
柴田 和志（チャー坊） （しばた かずし、1950年5月6日 - 1994年4月25日）は、日本のロック・バンド『村八分』のボーカリスト、京都市立深草中学校卒業、東山高等学校 中退。京都府京都市伏見区出身。ニックネームの「チャー坊」の由来は「チャーミング・ボーイ」の短縮。

## 経歴[1]
- 1950年5月6日、父、柴田金三郎、母、つぎの二男として 京都市伏見区深草東藪之内町に生まれる。家族構成は父（47才）、母（40才）、 姉、つゆ子、郁子、富久恵、郁代、 長男の次男（つぎお・5才）の8人家族。

- 1963～1965年、中学生時代 バスケットボール部に入部する。 一日中、バスケットボールに明け暮れ、京都府の大会で優勝したこともある。この時期にギターを弾きはじめる。

- 1966年1月22日、父：柴田金三郎（63歳）脳卒中で逝去。

柴田の実兄・次男（つぎお）によると

「中学時代の和志は、バスケット・ボールひとすじの子だったんです。それが、 高校は市立に行くつもりだったのが、すべってしまって、 東山高校っていう仏教の高校に進んだんですけど、 何か合わなかったようで、今でいう登校拒否みたいになって 『あの学校には絶対行きたくない』って言いだしたんです。 言いだしたら引かない子ですから どうしようもなくて、 そのうち髪の毛ながーくして 『東京に行く』ってヒッチハイクか何かで行ったと思ったら、 ヒッピーみたいになって帰ってきたんです。」
チャー坊 ｢最初京都で裸のラリーズの水谷くんと一緒にやろうって言ってたけど､僕がすぐシスコに行ったから。｣
- 1969年、オルタモント・フェスでローリング・ストーンズを見ることによって衝撃とともに音楽活動に目覚める。アメリカ放浪から帰国。

- 1970年、ギタリストの山口冨士夫らとロックバンド“村八分”を結成、ボーカルを担当し、“チャー坊”の愛称で親しまれる。

- 1973年5月、京都大学西部講堂にてラストライブを行い、アルバム一枚を残して、8月に村八分が解散。

- 1974年3月（24歳）　アメリカから帰国。

- 1974年6月、イギリスに渡り、ロンドンにしばらく滞在する。その後、パリ、アムステルダム等ヨーロッパを周遊。

- 1979年、山口冨士夫らと村八分を再結成、5月と7月に2回のライブを行うも、再び解散。

- 1983年4月14日、母の柴田つぎ（73歳）が逝去。薬物中毒のため入院中だった柴田の病状が相当悪化していたため、母の死を知らされなかった。

- 1990年、村八分名義で活動再開。メンバーは流動的で実質的にはソロ活動に近いものであった。

- 1994年4月25日、突然死により逝去。享年43。